# The Day the Violence Died
The Day the Violence Died (titulado El día que murió la violencia en Latinoamérica y El día en que la violencia murió en España) es un episodio perteneciente a la séptima temporada de la serie animada Los Simpson, estrenado por la cadena FOX en Estados Unidos el 17 de marzo de 1996. Fue escrito por John Swartzwelder y dirigido por Wes Archer, y las estrellas invitadas fueron Kirk Douglas como Chester J. Lampwick, Alex Rocco como Roger Meyers Jr., Jack Sheldon como el juez y Suzanne Somers como sí misma. En el episodio, Bart descubre que el verdadero creador de Itchy & Scratchy es un vagabundo llamado Chester Lampwick, y que Roger Meyers Sr., el padre del actual propietario de los derechos, le había robado la idea en 1928.

## Sinopsis
Durante un desfile que honra al Show de Itchy & Scratchy, Bart conoce a un vagabundo llamado Chester J. Lampwick, quien dice ser el creador de Itchy el ratón. Él insiste en que Roger Meyers, el supuesto creador de los personajes Itchy y Stratchy, robó su idea y demuestra la prueba mostrando el corto animado Manhattan Madness de 1919, debut del personaje antropomorfo. La película, sin embargo, se destruye por el desgaste. 
Para dar refugio a Lampwick, Bart le deja vivir en su casa. No obstante, la familia Simpson quiere que el anciano se marche, para pesar del niño. Con la idea de compensar apropiadamente a Lampwick por crear a Itchy, Bart y este van a ver a Roger Meyers Jr., jefe de Itchy & Scratchy Studios, y le piden $800 millones. Ambos son expulsados del establecimiento.
Lampwick luego decide, con la ayuda de Bart y el abogado Lionel Hutz, demandar a Itchy & Stratchy Studios. El caso parece perdido, hasta que Bart recuerda que vio una celda de animación creada por Lampwick a la venta en la tienda del Hombre de las Historietas. Comprando el pedazo, Bart muestra la inscripción, poniendo en evidencia que Lampwick es el creador de Itchy. Meyers Jr. admite que su padre robó a Itchy de Lampwick, pero intenta defenderse al decir que la animación está basada en el plagio. 
El juez otorga falla en favor de Lampwick y ordena que Meyers pague a Lampwick los $800 millones. Mientras que Bart se siente feliz de que Lampwick ya no sea pobre, se entristece al saber que al ayudar al anciano, eliminó a Itchy & Scratchy de la televisión, ya que el estudio quebró y se vio obligado a cerrar.
Bart y Lisa encuentran un precedente que puede ayudar a resucitar la serie, pero descubren que otros niños, Lester y Eliza, lo hicieron antes. Estos últimos revelaron que la mascota oficial del correo Mr. Zip había sido plagiada de Itchy & Scratchy Studios, lo que hace que el estudio reciba una gran indemnización. A pesar de que están felices de que Itchy & Scratchy están en el aire de nuevo, Bart y Lisa quedan algo aturdidos por los misteriosos niños que salvaron a la compañía.

## Producción
Nancy Cartwright dijo en su autobiografía My Life as a 10-Year-Old Boy que la sesión de grabación de Kirk Douglas, dirigida por Josh Weinstein, estuvo repleta de interrupciones. Douglas se negó a usar los auriculares que le ofrecieron en el estudio de grabación, argumentando que le dolían los oídos al usarlos, por lo que era incapaz de escuchar a Weinstein desde la cabina. Cartwright, por lo tanto, dirigió a Douglas durante la escena en la cual Lampwick le dice a Bart que él había creado Itchy & Scratchy. Una de las líneas de Douglas debió ser repetida tres veces, ya que no podía leer bien su libreto.